# 脈翅姬琉璃擬守瓜
脈翅姬琉璃擬守瓜（学名：Paragetocera involuta）为金花蟲科姬琉璃擬守瓜屬下的一个种。